# Dogs ! La Folle Aventure
International Travel Medicine Clinic BNH Hospital, « La rage dedans », Gavroche Thaïlande, no 107,‎ avril 2003, p. 27 (lire en ligne [PDF])
 (janvier 2019).
Si vous disposez d'ouvrages ou d'articles de référence ou si vous connaissez des sites web de qualité traitant du thème abordé ici, merci de compléter l'article en donnant les références utiles à sa vérifiabilité et en les liant à la section « Notes et références ».
Pour plus de détails, voir Fiche technique et Distribution.
Dogs ! La Folle Aventure (มะหมา 4 ขาครับ, Ma mha 4 khaa khrap) est une comédie familiale thaïlandaise réalisée par Pantham Thongsang et Somkait Vituranich, sortie en 2007.

## Synopsis
MaKham et ses compagnons Tommy, Sexy, Pikul, Nam Kang... sont des chiens abandonnés par leurs maîtres. Ils vivent heureux dans un bidonville désert mais ils en sont chassés par les terribles agents de la fourrière. Ils se retrouvent à la rue et partent alors à la recherche du Paradis des chiens.
Makham, Sexy et leurs amis, solidaires, rusés et courageux, surmontent de nombreux dangers...

## Fiche technique
- Titre : Dog ! La Folle Aventure

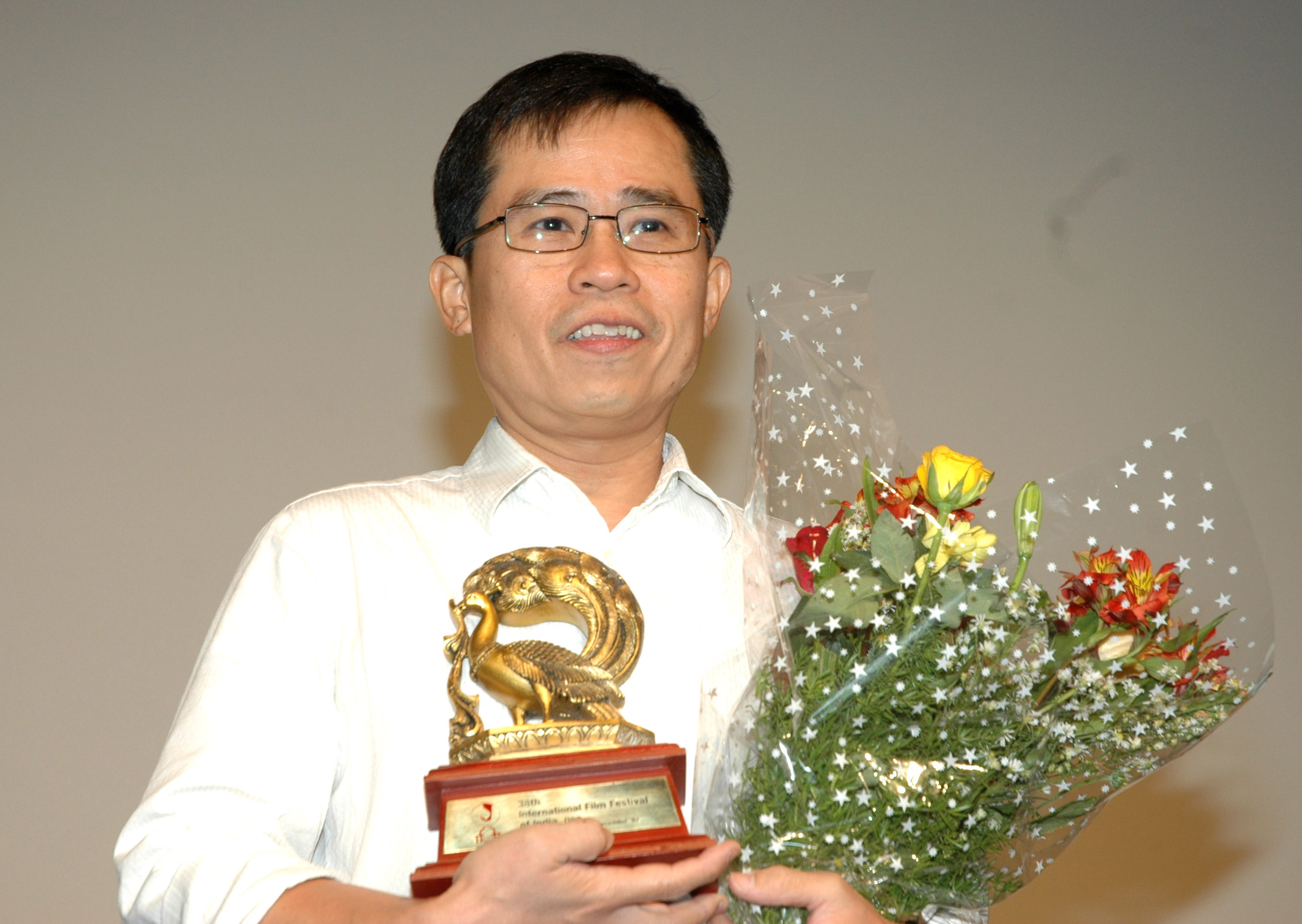
Somkait Vituranich, co-directeur du film "Ma Mha 4 Khaa Khrap" (Mid Road Gang)

- Titre original : มะหมา 4 ขาครับ (Ma mha 4 khaa khrap)
- Autres titres :  Gang de chiens / Mid Road Gang
- Réalisation : Pantham Thongsang et Somkait Vituranich[3]
- Scénario : Somkait Vituranich
- Pays d'origine :  Thaïlande
- Genre : Comédie et aventure
- Durée : 90 minutes
- Date de sortie : 2007

## Distribution[4]
- Chaleumpol Tikumpornteerawong : Phii Yaam Jai Dee, l'agent de sécurité
- Pitisak Yaowananon
- Panissara Phimpru
- Pavarisa Phenjati

### Acteurs de doublage en langue siamoise (voix originale des chiens)[5]
- Nitipaisalkul (Golf) Pichaya (Pitchaya Nitipaisankul / กอลฟท์ (กอลฟ์-ไมค์)) : MaKham (มะขาม)
- Pirachaya Pinmuengngam (มิว เดอะสตาร) : Nam Kang (น้ำค้าง)
- Sakaojai Poonsawat (อ๋อม สกาวใจ) : Sexy (เซ็กซี่)
- Christopher Wright (อาจารย์คริส): Tommy (ทอมมี่)
- Maneerat Kham-uan (เอ๋ (เพื่อนสนิท)) : Pikul (พิกุล)
- Suthep Po-gnam : Luang Kafee (ลุงกาแฟ)
- Channarong Khuntee-tao (ติ๊ก กลิ่นสี): เปี๊ยก
- ซูโม่กิ๊ก : เก่ง